# Göran Lennmarker
Göran Rolf Lennmarker, född Karlsson 7 december 1943 i Norberg, är en svensk politiker (moderat), som var riksdagsledamot 1991–2010, invald i Stockholms läns valkrets. Tidigare var han verkställande direktör.
Göran Lennmarker blev invald i Sveriges riksdag 1991, och har varit ledamot och suppleant i flera utskott, i Utrikesnämnden, OSSE-delegationen, Krigsdelegationen och EU-nämnden. Han var framför allt aktiv i utrikesutskottet där han var ordförande 2006–2010, vice ordförande 1995–2003 och ledamot 1993–1995 och 2002. Tillsammans med Sören Lekberg representerade Lennmarker Sveriges riksdag i utformandet av Europeiska konventet. Under 2004–2006 var han Konstitutionsutskottets ordförande och ledde de tv-sända utfrågningarna om regeringens agerande efter tsunamikatastrofen. En kort tid efter riksdagsvalet 2006 var han ordförande i EU-nämnden, men när Sten Tolgfors blev utsedd till handelsminister tog Lennmarker över hans post som ordförande i utrikesutskottet. Lennmarker var också ordförande i Försvarsberedningen.
Åren 1965–1966 var han ordförande för Föreningen Heimdal.
Frågor han drivit som riksdagsledamot har tillhört skilda områden. År 2005 lade han tillsammans med flera andra moderater fram en motion om att regeringen skulle se över författningen, tydliggöra gränsen mellan den offentliga makten och individen, och utveckla maktdelningen genom att stärka riksdagen, och att demokratin borde vitaliseras genom nya regler för val och regeringsbildning.
Lennmarker har varit ordförande för Jarl Hjalmarsonstiftelsen och för Säkerhets- och försvarsföretagen.

## Utmärkelser
- H.M. Konungens medalj i guld av 12:e storleken (Kong:sGM12 2021) för framstående politikergärning[5]